# Éantide
Éantide (en grec: Αἰαντίς) est un poète et dramaturge de la Grèce antique ayant vécu au IIIe siècle av. J.-C.

## Biographie
On ne sait rien de sa vie, sinon le fait qu'il fait partie, selon le canon alexandrin, des sept poètes de la Pléiade tragique. Son nom est cité dans les scholies d'Héphestion du grammairien et diacre byzantin Georgius Choeroboscus, ainsi que dans les écrits de Lycophron. On suppose qu'il a vécu à Alexandrie sous le règne de Ptolémée II (-284/-247) qui cherchait à faire de sa ville un haut lieu du théâtre tragique comme en Attique. Dans d'autres listes, son nom est substitué à côté de Sosiphane à ceux de Dionysias et d'Euphronios.